# Объединённый христианский совет Уганды
Объединённый христианский совет Уганды (англ. Uganda Joint Christian Council, UJCC) — христианская экуменическая организация в Африке. Совет является членом Всемирного совета церквей и Содружества христианских советов и церквей Великих озер и Африканского Рога.

## История

Митрополит Феодор, со-основатель Объединённого христианского совета Уганды

Совет основан в 1963 году в Уганде. Его возглавили архиепископ Джозеф Киванука (Католическая церковь), Митрополит Феодор Нанкьяма (Православная церковь) и архиепископ Лесли Браун (Англиканская церковь). Первая межконфессиональная встреча совета состоялась в 1964 году.

## Концепция
Целью совета является предоставление своим членам платформы для улучшения межконфессионального взаимопонимания. Совет является форумом для решения вопросов построения мира, здравоохранения, образования, социальной справедливости. Условием для членства в совете является соблюдение учения Библии, апостольского символа веры, а также принятие водного крещения. В число членов совета входят Англиканская церковь Уганды, Римско-католическая церковь в Уганде и Восточная православная церковь в Уганде. Библейское общество Уганды и Экуменический церковный ссудный фонд (англ. Ecumenical Church Loan Fund, ECLOF) являются ассоциированными членами.

## Деятельность
С начала своей деятельности в 1960-х годах совет лоббировал в правительстве Уганды решение социальных проблем страны после обретения ей независимости. Совет входит в организации гражданского общества, аккредитованные в рамках Всенародной программы гражданского образования Уганды, и занимался обучением населения в 15 округах страны методам устойчивого сельского хозяйства и органического земледелия. С 2018 года совет выступал за предотвращение распространения ЛГБТ через систему образования. В 2023 году в Страстную пятницу совет провел экуменический крестный путь в Кампале, Уганда, под темой «Делайте добро, ищите справедливости, готовьтесь к суду».

## Внешние ссылки
- Объединённый христианский совет Уганды в списке Всемирного совета церквей
- Объединённый христианский совет Уганды на сайте IANSA
- Объединённый христианский совет Уганды в списке Содружества христианских советов и церквей Великих озер и Африканского Рога